# Aphatarena
L'Aphatarena (ou la Pataréna par mécoupure) est un cours d'eau du Pays basque français (département des Pyrénées-Atlantiques). Il arrose les coteaux du sud de l'Adour.
Il prend sa source sur la commune d'Amorots-Succos et se jette dans le Lihoury à Bidache.

## Hydronymie
L'hydronyme Aphatarena (ou Apatharena) est lié au nom de la maison Aphateaga dans lequel Aphate réfère à une ancienne abbaye laïque.

## Département et communes traversés

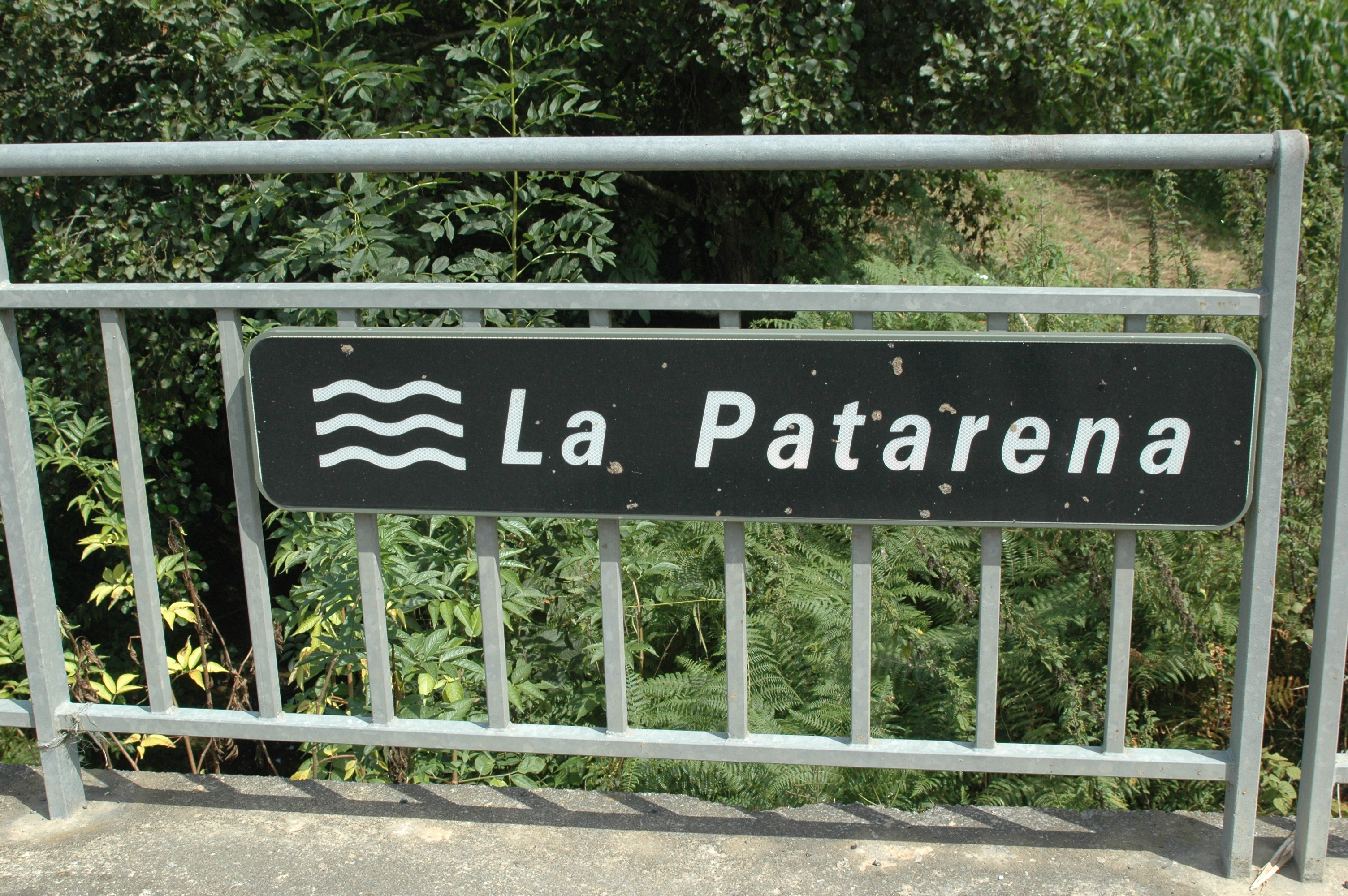
Variante du nom à Arraute-Charritte

Pyrénées-Atlantiques :
- Amorots-Succos
- Arraute-Charritte
- Beguios
- Bidache
- Masparraute
- Orègue

## Passerelles de l'Aphatarena
Dans le bois de Mixe à l'est de la commune d'Orègue, un lieu de promenade familiale a été aménagé sur les rives du ruisseau, agrémenté d'un gué aménagé, de passerelles et de ponts de bois.

Les passerelles de l'Aphatarena
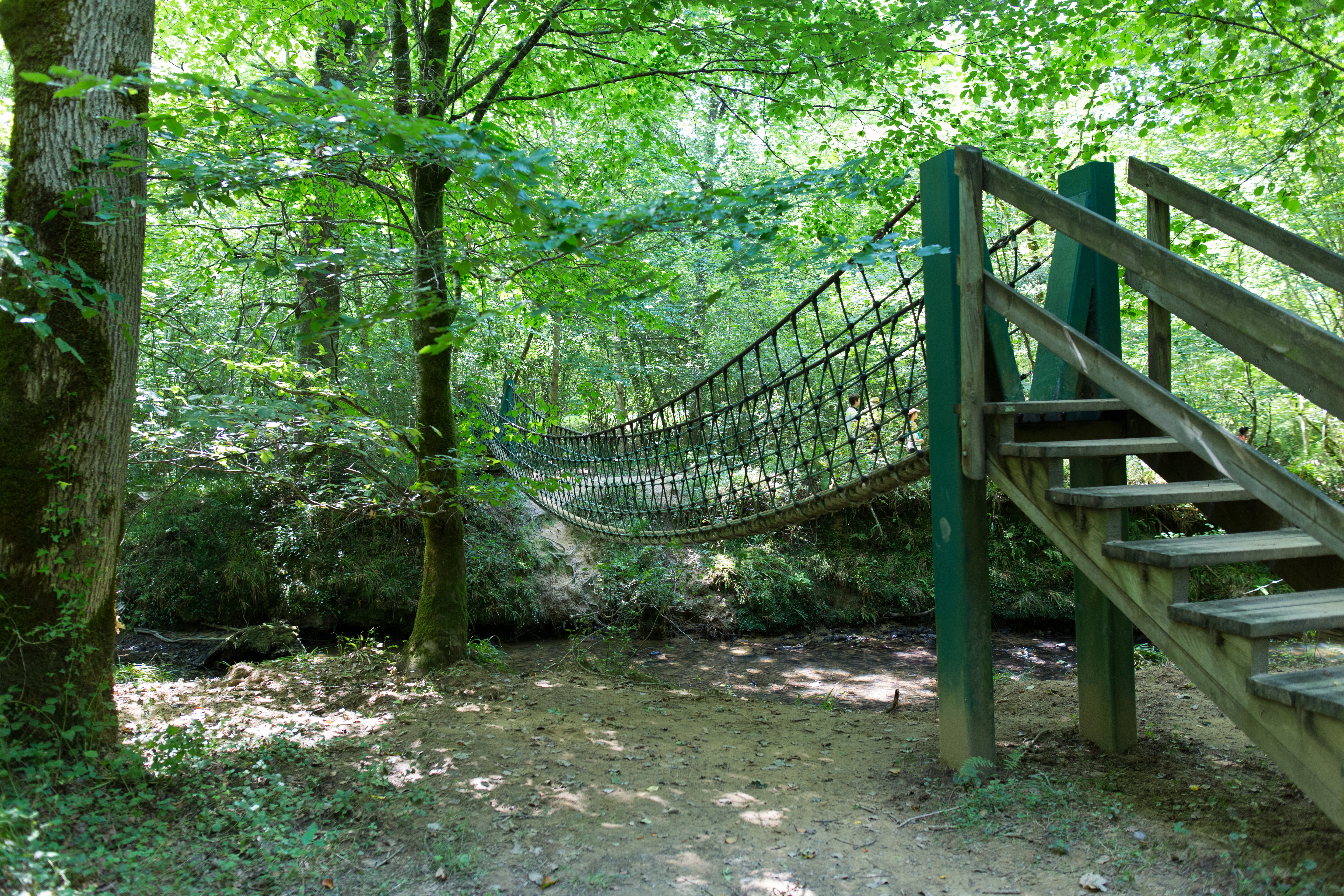
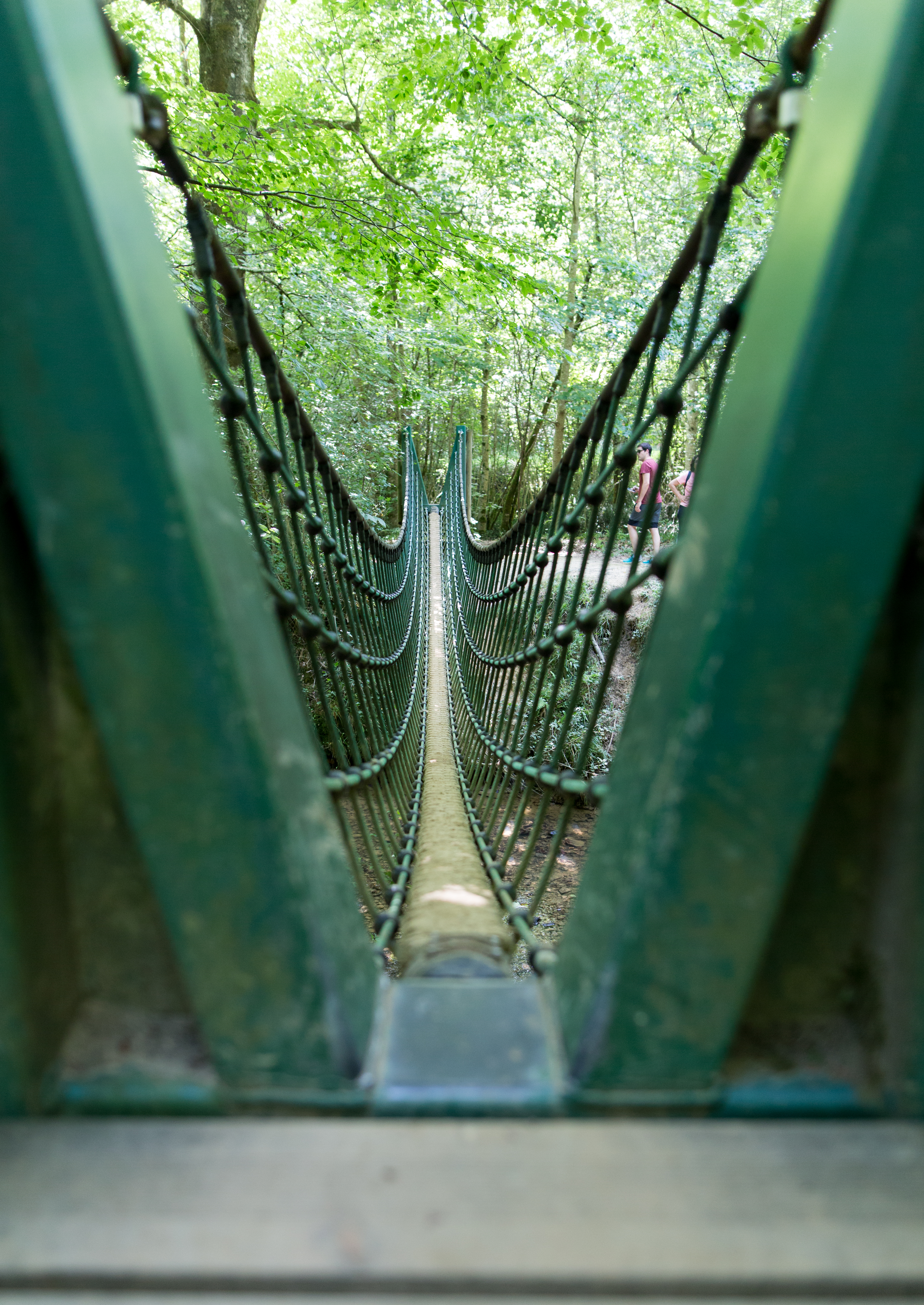